# Heriot Bay
Heriot Bay est une municipalité située dans la province de la Colombie-Britannique, dans l'Île Quadra.